# سینوس از بالا
 «سینوس از بالا» ترانه ای از خواننده آمریکایی لیدی گاگا و خواننده انگلیسی التون جان از ششمین آلبوم استودیویی گاگا به نام کروماتیکا (۲۰۲۰) است.

## زمینه
تهیه‌کننده ترانه، اکسول در مورد چگونگی ایجاد این آهنگ در مصاحبه ای با رولینگ استون اظهار داشت: «من این آهنگ قدیمی را که هفت سال پیش با التون جان روی آن کار کردیم، داشتم. ما سعی کردیم روی آن کار کنیم و واقعاً نتوانستیم جایی که می‌خواستیم به آن برسیم. »
اکسول سپس نسخهٔ نمایشی را به گاگا و تولیدکننده بلادپاپ که عاشق آهنگ بود ارسال کرد و تصمیم گرفت آن را برای همکاری با جان به نام برای آلبوم کروماتیکا ضبط کند.

## تاریخ انتشار
| منطقه  | تاریخ          | قالب‌ها                              | ناشر             |
| ------ | -------------- | ----------------------------------- | ---------------- |
| مختلف  | ۲۹ مه سال ۲۰۲۰ | ترانه آلبوم – دانلود دیجیتال استریم | اینترسکوپ        |
| کلمبیا | ۳۱ مه سال ۲۰۲۰ | رادیو ضربه ای معاصر                 | موسیقی یونیورسال |